# Elizabeth Debicki
Elizabeth Debicki (sinh ngày 24 tháng 8 năm 1990) là nữ diễn viên người Úc. Sau lần đầu tham gia vào điện ảnh với phim A Few Best Men (2011), cô tiếp tục xuất hiện trong The Great Gatsby (2013) và thắng một giải của Viện phim Úc cho nữ diễn viên phụ xuất sắc nhất. Elizabeth cũng từng tham gia trong các phim Macbeth (2015), The Man from U.N.C.L.E. (2015) và Guardians of the Galaxy Vol. 2 (2017).

## Danh sách phim

### Điện ảnh
| Năm  | Tên phim              | Vai diễn         | Ghi chú |
| ---- | --------------------- | ---------------- | ------- |
| 2017 | Vệ binh dải Ngân Hà 2 | Ayesha           |         |
| 2020 | Tenet                 | Katherine Barton |         |
| 2023 | Vệ binh dải Ngân Hà 3 | Ayesha           |         |
| 2024 | MaXXXine              | Elizabeth Binder |         |

### Truyền hình
| Năm  | Tên phim    | Vai diễn                  | Ghi chú |
| ---- | ----------- | ------------------------- | ------- |
| 2017 | Hoàng quyền | Diana, Vương phi xứ Wales | Mùa 5-6 |